# Mieletij Zykow
Mieletij Aleksandrowicz Zykow, ros. Мелетий Александрович Зыков (ur. ? prawdopodobnie w Jekaterynosławiu, zm. ?) – radziecki dziennikarz i publicysta, jeden z głównych działaczy kolaboracyjnego Rosyjskiego Ruchu Wyzwoleńczego podczas II wojny światowej
Był tajemniczą postacią. O jego młodości niewiele wiadomo. Prawdopodobnie urodził się jako Nikołaj Michajłowicz Aptekman i z pochodzenia był Żydem. W czasie wojny domowej w Rosji nosił nazwisko Jarko, które w 1925 zmienił na Mieletij Aleksandrowicz Zykow. Początkowo twierdził, że jego ojciec był handlarzem z Odessy, potem, że krytykiem literackim z Jekaterynosławia. Okres życia M. Zykowa w ZSRR jest znany jedynie z jego wspomnień. 
Podczas wojny domowej w Rosji był prawdopodobnie komisarzem politycznym w Armii Czerwonej. Po jej zakończeniu miał zostać krytykiem literackim i wykładać w instytucie im. Hercena w Moskwie. Publikował liczne artykuły o literaturze rosyjskiej XVIII w. Współpracował z Nikołajem I. Bucharinem, pracując w redakcji gazety "Izwiestija". Po jego aresztowaniu Zykow miał być w 1937 r. uwięziony, osadzony przez kilka lat w łagrach na Magadanie, skąd został zwolniony po ataku wojsk niemieckich na ZSRR 22 czerwca 1941 r. Został zmobilizowany do wojska, w którym miał pełnić funkcję batalionowego politruka. Według niektórych relacji pełnił jednak funkcję dywizyjnego komisarza politycznego. 
Prawdopodobnie latem 1942 r. pod Batajskiem trafił do niewoli niemieckiej. Nie są wyjaśnione jego ówczesne losy. Według jednej wersji w obozie jenieckim napisał memorandum dotyczące politycznych aspektów toczonych działań wojennych, które trafiło do rąk Josepha Goebbelsa, a ten spotkał się z M. A. Zykowem. Inna wersja podaje, że M. A. Zykow zrobił duże wrażenie na oficerze wywiadu Grupy Armii "Południe" von Freitagu-Loringhofenie, który wysłał go do siedziby oddziału propagandy Oberkommando der Werhmacht (OKW). Tam na polecenie napisał techniczny tekst dotyczący rozwoju sowieckiej gospodarki, w wyniku czego został uznany za specjalistę w tej dziedzinie. Przez pewien czas pracował dla oddziału propagandy OKW. Jesienią 1942 r. w Berlinie nawiązał kontakt z gen. Andriejem A. Własowem, stając się jednym z jego najbliższych współpracowników. Był centralną postacią Rosyjskiego Ruchu Wyzwoleńczego, współuczestnicząc w tworzeniu wielu głównych dokumentów, m.in. Deklaracji Smoleńskiej. Reprezentował lewe skrzydło ruchu. Wstąpił też do Rosyjskiej Armii Wyzwoleńczej (ROA), otrzymując stopień kapitana. Stanął na czele redakcji pisma "Zaria", przeznaczonego dla ludności cywilnej. Będąc pragmatykiem politycznym, był gotów iść z Niemcami na daleko idące kompromisy. Poprzez swoją żonę, rosyjską emigrantkę pochodzącą z Jugosławii, skontaktował się z czetnickimi przedstawicielami Dragoljuba Mihailovicia. Opracował wspólnie plan, na podstawie którego pod koniec wojny rosyjskie oddziały kolaboracyjne miały połączyć się z czetnikami, a następnie walczyć z komunistami w górach Jugosławii. 
Latem 1944 r. Niemcy chcieli, aby uczestniczył w kampanii propagandowej na froncie wschodnim prowadzonej przez SS pod kryptonimem "Skorpion Wschód", ale nieoczekiwanie zniknął po wyjściu ze swojego domu we wsi Rangsdorf pod Berlinem. Według części źródeł został aresztowany przez SD z powodu żydowskiego pochodzenia i lewicowych poglądów. Według innych aresztowano go pod zarzutem utrzymywania bliskich kontaktów z niemieckimi wyższymi oficerami planującymi zamach na Adolfa Hitlera. Część przedstawicieli emigracji rosyjskiej twierdziła, że M. A. Zykow w rzeczywistości był sowieckim szpiegiem, podsuniętym gen. A. A. Własowowi przez NKWD. Dalsze jego losy nie są znane. Wiadomo jedynie, że po wojnie Smiersz aktywnie poszukiwał jego śladów.